# Сорогужино
Сорогужино — село в Юрьев-Польском районе Владимирской области России, входит в состав Красносельского сельского поселения.

## География

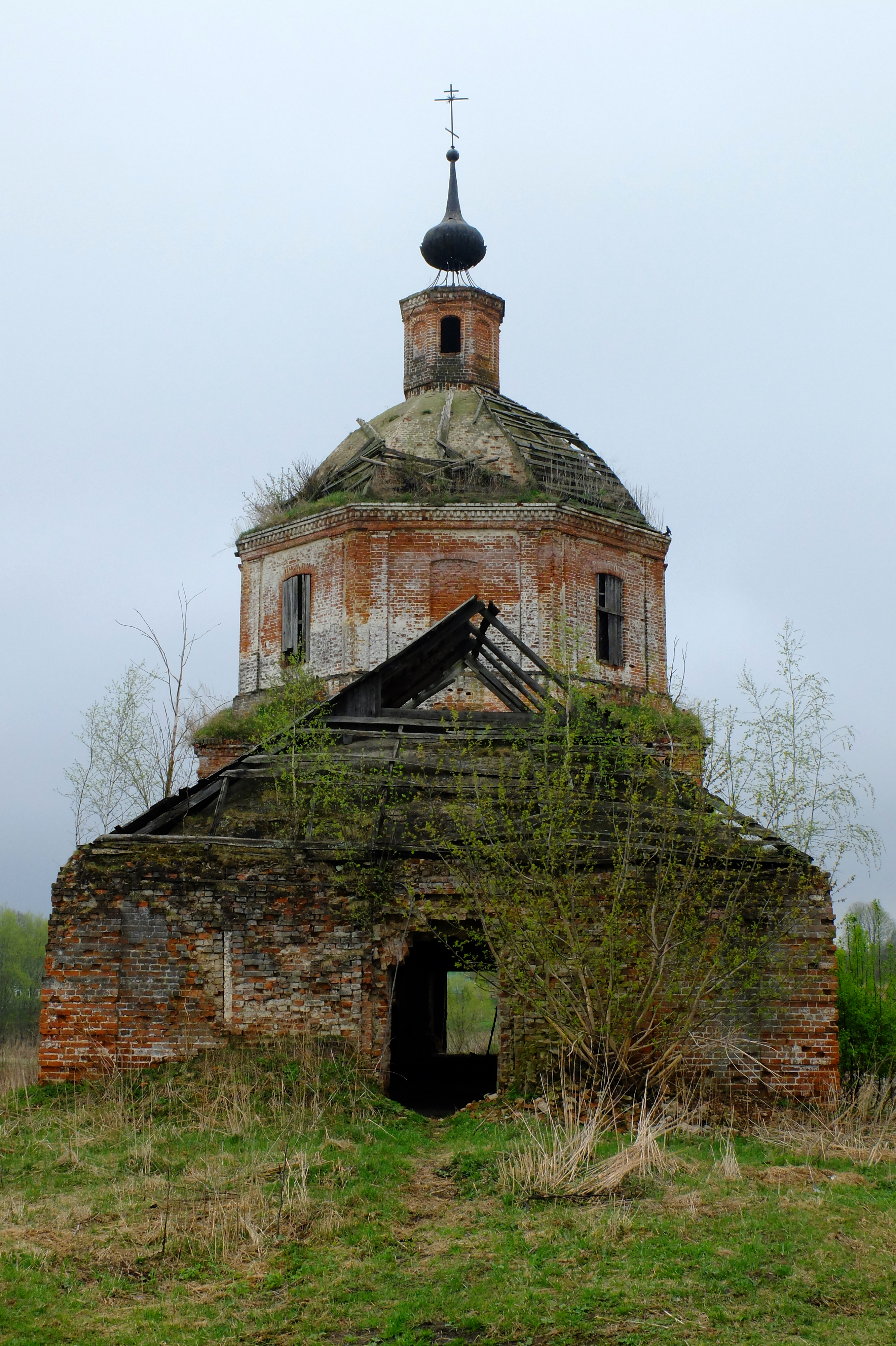
Церковь Рождества Богородицы в селе Сорогужино

Село расположено на автодороге Р74 Владимир — Переславль-Залесский в 9 км на север от райцентра города Юрьев-Польский.

## История
В XV столетии Сорогужино значится в письменных документах государевым и оставалось в дворцовом ведомстве почти до конца XVII столетия, в конце этого столетия оно было пожаловано по отказным патриаршим книгам 1691 года боярину Петру и окольничему Василию Лопухиным. Во второй половине XVIII столетия оно принадлежало уже графу Орлову-Чесменскому, а в начале XIX столетия владелицей села была его дочь графиня Анна Алексеевна Орлова-Чесменская. В патриарших книгах XVII столетия значится церковь в Сорогужине во имя Рождества Пресвятой Богородицы, деревянная, шатровая, колокольня восьмиугольная, рублена на трапезе, на ней 3 колокола… Существующая в селе церковь зданием каменная, с таковою же колокольнею, построена в 1808 году усердием прихожан. Престолов в ней два: холодный – в честь Рождества Пресвятой Богородицы и теплый придельный – во имя святого Иоанна Златоустого. В 1896 году приход состоял из одного села, в коем значилось 96 дворов, душ мужского пола 387, а женского 427 душ.
В конце XIX — начале XX века село входило в состав Ильинской волости Юрьевского уезда.
С 1929 года село входило в состав Красносельского сельсовета Юрьев-Польского района.

## Население
| 1859 | 1897 |
| ---- | ---- |
| 608  | 701  |

| 1859 | 1897 | 1905 | 2002 | 2010 | 2021 |
| ---- | ---- | ---- | ---- | ---- | ---- |
| 608  | ↗701 | ↗789 | ↘228 | ↗241 | ↘238 |

## Достопримечательности
В селе находится недействующая Церковь Рождества Пресвятой Богородицы (1808-1812).